# بانکداری در هند

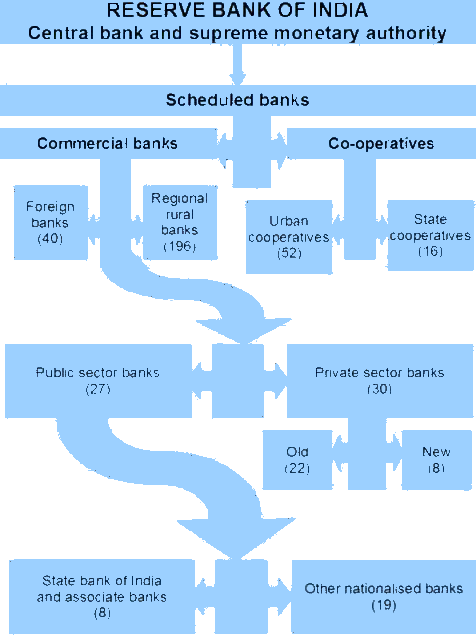
ساختار بخش سازمان یافته بانکی در هندوستان درون براکت نشان داده شده است.

بانکداری در هندوستان در اوایل قرن هجدهم ریشه گرفت، و در سال ۱۷۸۶ بانک ملت هندوستان تأسیس گردید.
امروزه بازار پول هند به بخش‌های زیر تقسیم می‌شود: بخش‌های سازمان‌دهی شده شامل بانک‌های تجاری خصوصی، (دولتی و خارجی) و بانک‌های تعاونی که کلاً از آن‌ها به عنوان "بانک‌های نعیین شده" یاد می‌شود است و بخش‌های سازمان‌دهی نشده (شامل بانکداری بومی شخصی خانوادگی یا وام دهنده و شرکت‌های مالی غیربانکی (NBFCs) است). بخش‌های سازمان‌دهی نشده و اعتبارات خرد هنوز هم در مناطق روستایی و حومهِ شهرها بر بانک‌های سنتی ارجحیت دارند، خصوصاً در مورد اهداف غیرتولیدی مانند وام‌های کوتاه مدت.

## پیشینه و توسعه
ایندیرا گاندی در سال ۱۹۶۹ بیش از ۱۴ بانک را در هند ملی کرد و پس از آن در سال ۱۹۸۰ شش بانک دیگر را نیز ملی کرد و بانک‌ها را مجبور ساخت که ۴۰٪ (از آن زمان به ۱۰٪ کاهش یافته) از اعتبارات خالص خود را به بخش‌های مهم مانند کشاورزی، صنایع کوچک، تجارت زنجیره‌ای، تجارت‌های کوچک و غیره اختصاص دهند و این امر برای این بود که تعهدات بانک‌ها به اهداف اجتماعی و توسعه‌ای تضمین شود. ازآن زمان تعداد شعب بانک‌ها از رقم ۱۰ هزار و ۱۲۰ عدد در سال ۱۹۶۹ به سقف ۹۸ هزار و ۹۱۰ شعبه در سال ۲۰۰۳ رسید و تعداد افراد تحت پوشش هر شعبه از رقم ۶۳ هزار و ۸۰۰ به سطح ۱۵ هزار نفر کاهش یافت. کل سپرده‌ها ی بانک‌ها بین سال‌های ۱۹۷۱ تا ۱۹۹۱ حدوداً ۶/۳۲ برابر شد، این در حالیست که این رقم در فاصلهِ سال‌های بین ۱۹۵۱ تا ۱۹۷۱ کمتر از ۷ برابر بود. با وجود رشد تعداد شعب در مناطق روستایی از رقم ۱ هزار و ۸۶۰ معادل ۲۲٪ کل شعب در سال ۱۹۶۹ به سقف ۳۲ هزار و ۲۷۰ شعب معادل ۴۸٪، تنها ۳۲ هزار و ۲۷۰ روستا از ۵ لک (عدد) (۵۰۰ هزار) روستا تحت پوشش بانک‌های تعیین شده هستند.
از زمان لیبرال شدن، دولت هند اصلاحات مهمی در بخش بانک‌داری انجام داده‌است. بعضی از این اصلاحات در ارتباط با بانک‌های ملی می‌باشد (مانند تشویق به ادغام، کاهش دخالت دولت و افزایش رقابت و سوددهی) و برخی دیگر درهای بانکداری و بیمه را برای بخش‌های خصوصی و خارجی باز کرده‌اند.